# Boy Ecury (film)
Boy Ecury is een Nederlandse film uit 2003 van producent Sherman De Jesus en regisseur Frans Weisz en is geschreven door Arthur Japin.
De film is gedeeltelijk gebaseerd op het leven van Boy Ecury, een jongeman uit Aruba die voor de Tweede Wereldoorlog kwam studeren in Nederland, maar in de oorlog bij het verzet ging. Vlak voor het eind van de oorlog werd hij geliquideerd door de nazi's. Het verhaal over Boy wordt vooral verteld in Flashbacks en draait meer rond het onderzoek van Dundun.
Muziekscore is van Fons Merkies. De hoofdrollen worden vertolkt door Felix de Rooy, Steve Hooi en Johnny de Mol in zijn debuutrol. 

## Plot
Dundun Ecury komt na de oorlog overgevlogen vanuit Aruba om het lichaam van zijn zoon te zoeken. Het enige wat hij als laatste heeft vernomen is dat zijn zoon met een glimlach op het gelaat gestorven is. Dan komt Dundun in contact met Ewoud, die in de gevangenis zit vanwege zijn NSB praktijken. Beetje bij beetje komt hij meer te weten over zijn zoons leven in Nederland. Op het eind doet Ewoud een pijnlijke onthulling aan Dundun.

## Rolverdeling
- Felix de Rooy - Dundun
- Steve Hooi - Boy Ecury
- Johnny de Mol - Ewoud
- Gaby Milder - Kitty
- Serve Hermans - Luis
- Sylvia Poorta - Hospita
- Mike Libanon - Doe
- Halina Reijn - Ewouds vriendin
- Sieger Sloot - Broeder Edmundus
- Pierre Bokma - Douanebeambte
- Bas Keijzer – KP’er
- Michiel Nooter – Beambte
- Hylke van Sprundel - Ben
- Géza Weisz – Jongen

## Ontvangst
Veronica Magazine gaf de film drie van vijf sterren en schreef “Sfeervol oorlogsdrama met vooral in de flashbacks goed spel van de jonge cast. Regisseur Weisz concentreert zich zowel op de zoektocht van vader De Rooy, maar de film wordt vooral boeiend vanwege de flashbacks uit de oorlogstijd, die goed gefilmd en zelfs af en toe spannend zijn”. Ronald Ockhuysen schreef in de Volkskrant “Met Boy Ecury maakt Weisz het genre televisiefilm tot een verzamelplaats voor kijkers die meer willen dan platitudes en pratende hoofden. De productie (…) is Weisz' terugkeer naar zijn vertrouwde, verzorgde stijl … Boy Ecury is een fascinerend schimmenspel met de tijd. Weisz en editor Michiel Reichwein laten oorlog en vrede samensmelten. Daardoor ontstaat er een sfeer die geen plaats biedt voor simpele kwalificaties als goed en slecht”.

## Prijzen
Boy Ecury won de Gouden Kalf voor beste filmmuziek op het Nederlands Film Festival, de prijs voor Best Feature Film op het Moondance Film Festival in Boulder, en de FIPA d’Or de la Meilleure voor originele muziek op het FIPA Biarritz.  